# Ants (prénom)
Pour les articles homonymes, voir ANTS (homonymie).
Ants est un prénom masculin estonien célébré le 24 juin et pouvant désigner:

## Prénom
- Ants Antson (1938-2015), patineur de vitesse estonien
- Ants Eskola (en) (1908-1989), acteur et chanteur soviéto-estonien
- Ants Järvesaar (en) (né en 1948), homme politique estonien
- Ants Jeret (né en 1938), coureur cycliste soviétique
- Ants Käärma (en) (né en 1942), homme politique estonien
- Ants Kaljurand (1917-1951), résistant anticommuniste estonien
- Ants Kurvits (1887-1943), commandant militaire estonien
- Ants Laaneots (né en 1948), homme politique estonien
- Ants Laikmaa (en) (1866-1942), peintre estonien
- Ants Lauter (en) (1894-1973), acteur et directeur de théâtre estonien
- Ants Leemets (en) (1950-2019), homme politique et ministre estonien
- Ants Mellik (en) (1926-2005), architecte estonien
- Ants Oidermaa (en) (1891-1941), homme politique et diplomate estonien
- Ants Oras (en) (1900-1982), écrivain et traducteur estonien
- Ants Piip (en) (1884-1942), homme d'État estonien
- Ants Soosõrv (en) (né en 1969), joueur et entraîneur estonien de renju
- Ants Tael (en) (né en 1936), danseur estonien
- Ants Taul (en) (né en 1950), musicien estonien
- Ants Veetõusme (en) (né en 1949), homme politique estonien